# Quartieri di Napoli
I quartieri di Napoli sono i trenta settori che, all'interno della città, si individuano per particolari caratteristiche geografiche e topografiche, funzionali e storiche.

I quartieri di Napoli

## Storia
Attraverso prammatica sanzione emanata il 6 gennaio 1779, re Ferdinando IV ordinò che si ripartisse la città di Napoli in 12 quartieri per poter stabilire e far risiedere in ognuno di essi un giudice della Gran Corte Criminale, allo scopo di favorire la pubblica sicurezza dei cittadini. I 12 quartieri della divisione della città del 1779 avevano la seguente denominazione:
- San Ferdinando
- Santa Maria della Vittoria
- Monte Calvario
- San Giuseppe
- San Giovanni Maggiore
- Portanova
- San Lorenzo
- Avvocata
- Stella
- San Carlo all'Arena
- Vicaria
- Carmine Maggiore

Col passare del tempo i quartieri sono diventati 30, e pur non avendo più nessuna funzione amministrativa continuano ad essere usati nel linguaggio quotidiano come riferimenti geografici. Con le delibere del consiglio comunale nº 13 del 10 febbraio 2005, nº 15 dell'11 febbraio, nº 21 del 16 febbraio, nº 29 del 1º marzo e nº 68 del 21 marzo, la città di Napoli viene divisa in 10 municipalità. In precedenza il comune era suddiviso in 21 circoscrizioni, costituite dai 30 quartieri cittadini.

## Suddivisioni
| Numerazione nella cartina | Quartiere               | Municipalità (2006-oggi) | Circoscrizione (1980-2006)                                                              |
| ------------------------- | ----------------------- | ------------------------ | --------------------------------------------------------------------------------------- |
| 14                        | Arenella                | Municipalità 5           | Circoscrizione 11 Arenella                                                              |
| 5                         | Avvocata                | Municipalità 2           | Circoscrizione 08 Avvocata - Montecalvario - San Giuseppe - Porto                       |
| 18                        | Bagnoli                 | Municipalità 10          | Circoscrizione 01 Bagnoli                                                               |
| 29                        | Barra                   | Municipalità 6           | Circoscrizione 19 Barra                                                                 |
| 2                         | Chiaia                  | Municipalità 1           | Circoscrizione 05 Chiaia - Posillipo - San Ferdinando                                   |
| 22                        | Chiaiano                | Municipalità 8           | Circoscrizione 14 Chiaiano                                                              |
| 19                        | Fuorigrotta             | Municipalità 10          | Circoscrizione 02 Fuorigrotta                                                           |
| 10                        | Mercato                 | Municipalità 2           | Circoscrizione 07 Mercato - Pendino                                                     |
| 24                        | Miano                   | Municipalità 7           | Circoscrizione 13 Miano                                                                 |
| 4                         | Montecalvario           | Municipalità 2           | Circoscrizione 08 Avvocata - Montecalvario - San Giuseppe - Porto                       |
| 11                        | Pendino                 | Municipalità 2           | Circoscrizione 07 Mercato - Pendino                                                     |
| 21                        | Pianura                 | Municipalità 9           | Circoscrizione 04 Pianura                                                               |
| 23                        | Piscinola               | Municipalità 8           | Circoscrizione 12 Piscinola - Marianella                                                |
| 16                        | Poggioreale             | Municipalità 4           | Circoscrizione 17 Poggioreale                                                           |
| 28                        | Ponticelli              | Municipalità 6           | Circoscrizione 18 Ponticelli                                                            |
| 12                        | Porto                   | Municipalità 2           | Circoscrizione 08 Avvocata - Montecalvario - San Giuseppe - Porto                       |
| 15                        | Posillipo               | Municipalità 1           | Circoscrizione 05 Chiaia - Posillipo - San Ferdinando                                   |
| 7                         | San Carlo all'Arena     | Municipalità 3           | Circoscrizione 09 Stella - San Carlo all'Arena                                          |
| 1                         | San Ferdinando          | Municipalità 1           | Circoscrizione 05 Chiaia - Posillipo - San Ferdinando                                   |
| 30                        | San Giovanni a Teduccio | Municipalità 6           | Circoscrizione 20 San Giovanni a Teduccio                                               |
| 3                         | San Giuseppe            | Municipalità 2           | Circoscrizione 08 Avvocata - Montecalvario - San Giuseppe - Porto                       |
| 9                         | San Lorenzo             | Municipalità 4           | Circoscrizione 06 San Lorenzo - Vicaria                                                 |
| 27                        | San Pietro a Patierno   | Municipalità 7           | Circoscrizione 16 San Pietro a Patierno                                                 |
| 26                        | Scampia                 | Municipalità 8           | Circoscrizione 21 Scampia (dal 1992 per scorporo dalla Circoscrizione 15 Secondigliano) |
| 25                        | Secondigliano           | Municipalità 7           | Circoscrizione 15 Secondigliano                                                         |
| 20                        | Soccavo                 | Municipalità 9           | Circoscrizione 03 Soccavo                                                               |
| 6                         | Stella                  | Municipalità 3           | Circoscrizione 09 Stella - San Carlo all'Arena                                          |
| 8                         | Vicaria                 | Municipalità 4           | Circoscrizione 06 San Lorenzo - Vicaria                                                 |
| 13                        | Vomero                  | Municipalità 5           | Circoscrizione 10 Vomero                                                                |
| 17                        | Zona Industriale        | Municipalità 4           | Circoscrizione 17 Poggioreale                                                           |

## Frazioni, località e contrade
- Agnano Terme
- Antiniana
- Botteghelle
- Camaldoli
- Capo di Posillipo
- Capodichino
- Capodimonte
- Coroglio
- Guantai
- La Gaiola
- Madonnelle
- Marechiaro
- Marianella
- Masseria Romano
- Montagna Spaccata
- Nazareth
- Nisida
- Pietrarsa
- Pisani
- Santa Croce
- Stadera
- Villanova
- Vrito

## Altri toponimi
Di seguito si riporta un elenco di toponimi non ufficiali (alcuni lo sono stati in passato, ad esempio nella legge sul risanamento) relativi a zone di Napoli notoriamente conosciute ma non aventi valore amministrativo. Spesso essi sono rioni o borgate o altre località un tempo esterne alla città e successivamente inglobate nel tessuto urbano.
A
- Angara
- Arco Mirelli
- Arenaccia
- Astroni

B
- Belvedere
- Borgo dei Vergini
- Borgo Loreto
- Borgo Marinari
- Borgo Orefici
- Borgo Santa Lucia
- Borgo Sant'Antonio Abate

C
- Camaldolilli
- Campi flegrei

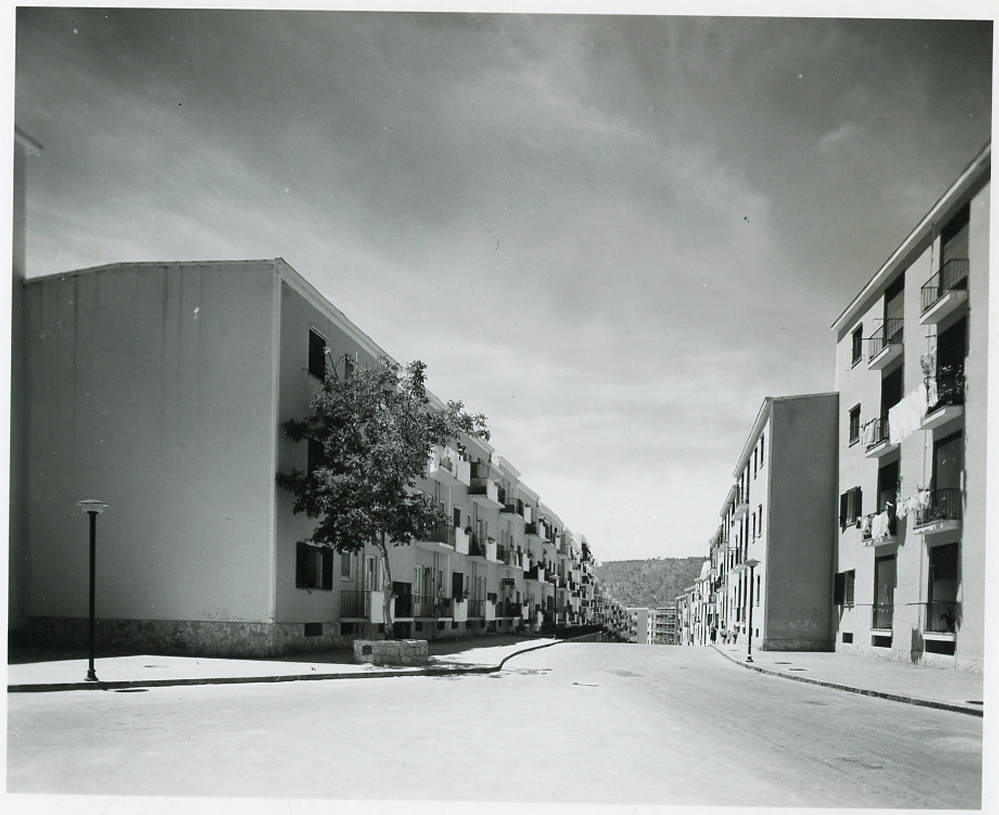
Il rione La Loggetta in una foto di Paolo Monti (Fondo Paolo Monti, BEIC)

- Cappella Cangiani o Cappella dei Cangiani
- Cariati
- Case Nuove
- Cavone o Cavone degli Sbirri
- Centro direzionale
- centro storico
- Colli Aminei
- Conocchia
- Corallo
- Cupa Spinelli

D
- Dazio
- Doganella
- Duchesca

F
- Forcella
- Foria
- Frullone

G
- Gianturco[5]

L
- Lavinaio
- Lungosebeto

M
- Marina
- Materdei
- Megaride
- Masseria Cardone
- Mergellina
- Miradois
- Monte di Dio
- Monte Echia
- Monte Sant'Angelo
- Monteleone
- Montesanto
- Mostra d'Oltremare

N
- Napoli vecchia

O
- Orsolone

P
- Pallonetto di Santa Chiara
- Pallonetto di San Liborio
- Pallonetto di Santa Lucia
- Paratina
- Parco Conocal
- Parco San Paolo
- Pasconcello
- Petraio
- Piedigrotta
- Pignasecca
- Pizzofalcone
- Ponti Rossi
- Portamedina (detta anche Portamedina alla Pignasecca)

Q
- Quartieri Spagnoli[6]
- Quattro palazzi

R
- Rione 167
- Rione Alto
- Rione Amedeo
- Rione Amicizia
- Rione Antignano
- Rione Ascarelli
- Rione Berlingieri
- Rione Bernardo Quaranta
- Rione Bisignano
- Rione della Bussola o La Bussola
- Rione Carità
- Rione Cavalleggeri d'Aosta
- Rione Cesare Battisti
- Rione dei fiori
- Rione De Gasperi
- Rione Don Luigi Guanella
- Rione Duca d'Aosta
- Rione Flegreo
- Rione Incis
- Rione La Loggetta
- Rione Lauro
- Rione Lotto Zero
- Rione Luzzatti
- Rione Miraglia
- Rione Pazzigno
- Rione Piave
- Rione San Giovanniello
- Rione Sanità
- Rione Sant'Alfonso
- Rione Sant'Erasmo
- Rione Santa Rosa
- Rione Traiano
- Rione Villa

S
- San Pasquale
- San Rocco
- Sant'Eframo e Sant'Eframo vecchio
- Sant'Erasmo
- Santa Maria del Pozzo
- Spaccanapoli

T
- Tarsia
- Tavernanoce o Taverna Noce
- Toledo
- Torretta
- Torricelli
- Traccia

V
- Vasto
- Ventaglieri
- Verdolino
- Vicarìa vecchia (o vecchia Vicarìa)
- Vigliena
- Villa Visconti

Z
- Zabatteria
- Zona ospedaliera
- Zuroli, Vico e Vicoletto